# فرودگاه لاکمب
فرودگاه لاکمب  (به انگلیسی: Lacombe Airport) یک فرودگاه همگانی است که یک باند فرود آسفالت دارد و طول باند آن ۹۱۴ متر است. این فرودگاه در کشور ایالات متحده آمریکا قرار دارد و در ارتفاع ۸۴۸ متری از سطح دریا واقع شده است.